# Амеранг
Амеранг (на немски: Amerang) е община (Gemeinde) в окръг Розенхайм в Горна Бавария, Германия, с 3707 жители (2015).
Намира се на 10 km южно от Васербург на Ин и на 22 km североизточно от град Розенхайм. Споменат е за пръв път в документ от 788 г. Амеранг е единственото село в Бавария с три музея.